# Tragédie du wagon
 (juillet 2021).
Si vous disposez d'ouvrages ou d'articles de référence ou si vous connaissez des sites web de qualité traitant du thème abordé ici, merci de compléter l'article en donnant les références utiles à sa vérifiabilité et en les liant à la section « Notes et références ».
La tragédie du wagon, également appelée tragédie du train Bellary, est la mort de 64 prisonniers le 10 novembre 1921 dans la région de Malabar de l'État du Kerala en Inde. Les prisonniers avaient été placés en détention à la suite de la rébellion de Mappila (en) contre les britanniques dans diverses parties du district de Malappuram. Leur mort par négligence apparente discrédita le Raj britannique et suscita de la sympathie pour le mouvement indépendantiste indien.
Afin d'attirer davantage de soutien musulman au Mouvement national indien, le Mahatma Gandhi et les dirigeants nationaux de l'Inde ont initialement soutenu le mouvement Khilafat et l'ont fusionné avec le célèbre Mouvement de non-coopération. Cela a réussi à réunir presque toutes les sections d'Indiens sous un même drapeau pour un mouvement pan-indien pour la première fois. Le quartier sud de Malabar a accueilli ce mouvement dans un grand esprit. Cependant, dans les taluks d'Eranad (en) et de Valluvanad (en), cela a pris la forme d'une rébellion armée de la communauté musulmane mappila.

## Tragédie
Le 10 novembre 1921, alors que le soulèvement touchait à sa fin, près de 100 rebelles musulmans détenus ont été envoyés par train de Tirur à la prison centrale de Bellary dans la présidence de Madras. Pendant le voyage de retour, 64 des 100 rebelles sont morts étouffés dans le wagon de chemin de fer fermé. L'historien Sumit Sarkar (en) l'a appelé le "Trou noir de Podanur". Un monument à cet événement peut être vu à Tirur.

## Victimes
Les personnes tuées dans la tragédie venaient principalement du sud de l'Inde.